# Горх Фок (барк)
«Горх Фок» (нім. Gorch Fock, з 1933), «Товариш» (рос. Товарищ, у 1949—1999) — трищогловий барк, побудований у навчальних цілях на замовлення ВМС Німеччини на гамбурзькій верфі «Blohm und Voss» та названий на честь відомого німецького письменника-мариніста Ганса Кінау (нім. Johann Wilhelm Kinau), який підписував свої твори псевдонімом Горх Фок.

## Передісторія
Барк був побудований на замовлення Імперського флоту Німеччини (Крігсмаріне), у зв'язку із терміновою необхідністю заміни навчального трищоглового вітрильника «Ніоба» (нім. Niobe), який потрапив у сильний шторм у протоці Фемарн-Бельт, перекинувся і затонув у червні 1932 року. Під час розслідування обставин загибелі вітрильника «Ніоба» у його конструкції були виявлені технічні прорахунки. Вони були враховані при проєктуванні нового навчального барка — більш надійного, маневреного та стійкого. Зокрема, представники флоту вимагали, аби він витримував крен у 90 градусів. Однією із обов'язкових умов було недопущення надмірної площі вітрил (нім. Übertakelung), як це було у випадку із «Ніобою».
Замовлення за № 495 було розміщено на гамбурзькій корабельні «Bloom und Voß», при цьому значна частина вартості проєкту була покрита цільовими коштами, зібраними «Флотським союзом німецьких жінок» та «Німецьким флотським товариством». Судно мало сталевий клепаний корпус, двоосновного типу з подовженим баком та ютом і двома безперервними палубами. Довжина судна становила 82,1 метра, ширина — 12 метрів, осадка — 5,2 метра. Вантажомісткість судна становила 1510 тонн. Висота головної щогли з 23 вітрилами — 41,3 метра.
Через 100 днів після закладки, 3 травня 1933 року корабель було спущено зі стапелів. Урочисту промову при церемонії виголосив адмірал Еріх Редер. Першим капітаном корабля був призначений капітан 1-го рангу Рауль Мівес. За спуском судна на воду в Гамбурзі спостерігало більше десяти тисяч глядачів. Церемонія стала однією з наймасовіших та урочистих у довоєнний період. Барк назвали «шедевром» фірми «Blohm & Voss», яка зуміла втілити у ньому якості як військового корабля, так і торгового судна.

### Екіпаж
До складу екіпажу барка «Горх Фок» входили: капітан, старпом, 3 вахтові офіцери, 1 лікар, 1 касир, 1 боцман, 1 рульовий, 1 адміністратор, 1 машиніст, 2 фельдфебелі, 24 унтерофіцерів, 20 офіцерів команди, 1 кухар, 1 стюард, 1 перукар, 180 кадетів (курсантів)

## У складі флоту Німеччини
«Горх Фок» став зразком і назвою для цілої серії (нім. «Gorch-Fock-Klasse») з шести вітрильників: «Horst Wessel» (1936, тепер — «Eagle» берегової охорони США), «Albert Leo Schlageter» (1937, тепер — «Sagres» ВМС Португалії), «Mircea» (1938, тепер ВМС Румунії), «Herbert Norkus» (незавершений, затоплений союзниками у 1947 році в Скагерраку), «Горх Фок II» (1958, ВМС Німеччини), а також для цілого ряду латиноамериканських вітрильних кораблів.

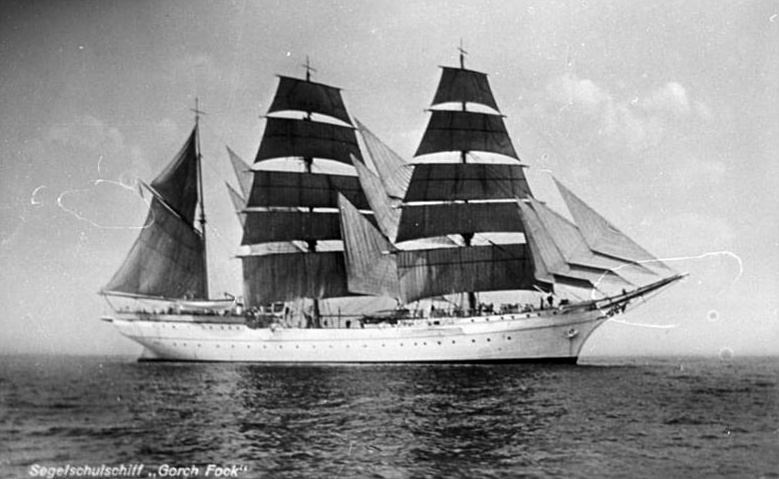
«Горх Фок» у 1930-40-х роках

Починаючи з 1934 року, барк використовувався у навчальних цілях. Щорічно він здійснював декілька коротких рейсів по Балтиці та Північному морю, і ще один дальній — через Атлантику. Постійна команда — 60 осіб, плюс 180 кадетів. «Корабель мрії» — так його називали не лише у Німеччині, а й за кордоном. ВМС Третього рейху використовували його у рекламних цілях, щоб залучати курсантів — походами та морською романтикою.
Після початку Другої світової війни корабель, як і обидва його побратими «Горст Вессель» і «Альберт Шлагетер», виконував роль плавучої канцелярії та гуртожитку для моряків у портах Свінемюнде й Кіля, і лише зрідка використовувався як навчальне судно. Згодом він був переведений у Штральзунд, де на його борту проходили курси мінерів. Команду скоротили до 23 осіб. На початку квітня 1944 року було зроблено спробу відновити морські курси. Однак наближення фронту змінило початкові плани.
Під кінець Другої світової війни барк відбуксирували до острова Рюген, де з нього частково був знятий такелаж. 30 квітня 1945 року після обстрілу корабля з берега радянськими танками, корабель був за наказом німецького командування підірваний і затоплений (координати: 54°17′28″ N, 13°8′22″ E).

## У складі флоту СРСР
По закінченні війни барк дістався СРСР за Договором про репарації. 1947 року вітрильник був піднятий з дна моря штральзундською фірмою «B. Staude Schiffsbergung». У тому ж році на Ростокській верфі «Нептун» йому був оновлений корпус, а згодом у 1947–1951 роках він був капітально відремонтований на судноремонтному заводі у Вісмарі. 1949 року на ньому була повішена ринда з ім'ям «Товариш», а 15 червня 1950 року — барк прийняла радянська команда.
До осені того ж року він пройшов у порт Лієпаю (Латвія). Там судно оснастили новим вітрильним озброєнням і укомплектували штатом. Моряків, які б добре знали вітрильну справу, на той час були одиниці, а курсанти, які прибули на практику, потребували навчання. Двічі «Товариш» виходив у Балтійське море, щоб команда навчилася ходити під вітрилами. Під час другого походу барк мало не перекинувся: через невчасно прибрані вітрила судно досягало крену в 48 градусів.
8 липня 1951 року «Товариш» вийшов з Ленінграда під командуванням капітана І. В. Трескіна та, обійшовши навколо Європи із заходом по дорозі у порти Плімута, Гібралтара та Стамбула, 28 серпня прибув до Одеси. А вже 6 вересня 1951 року з новою групою практикантів судно знялося у черговий рейс — по Чорному морю.
У цьому ж році «Товариш» був переданий Херсонському морехідному училищу ім. Шмідта, і став базою для проходження судової практики курсантів морехідних училищ Одеси та Херсона.
Перше значне плавання вітрильника під радянським прапором відбулося у 1957 році під командуванням досвідченого капітана В. В. Васильєва. Третім помічником капітана тоді був Олег Ванденко, майбутній капітан «Товариша-2». Рейс був з Чорного моря через Атлантичний океан навколо Африки, до берегів Індонезії, Індії і назад до Одеси.
12 липня 1972 року барк вийшов з Одеси у трансатлантичний рейс — до Бермудських островів (із заходом на острів Тенерифе), стоянкою в порту Гамільтон, а звідти в Балтімор (на зворотному шляху потрапив в ураган «Керрі»).
У 1974 році барк вперше взяв участь у Балтійській регаті престижної американської серії «Операція „Вітрило“» (англ. «Operation Sail»), що проводилася з ініціативи «Організації з навчання молоді морської справи» (англ. The Sail Training Association, STA). В офіційному запрошенні на змагання було сказано, що «Товаришу» відводиться привілейована роль в урочистостях з нагоди 30-річчя визволення Польщі від німецько-фашистських загарбників. Старт гонці на 320-мильній дистанції за маршрутом маяк Дрогден (Копенгаген) — Гдиня був даний 14 липня. У групі великих повнорейних вітрильників класу «А» виступали також польський вітрильник «Дар Помор'я» (пол. «Dar Pomorza»), західно-німецький «Горх Фок ІІ», радянський «Крузенштерн», данський фрегат «Георг Стаге» (дан. «Georg Stage») і бригантина «Вільгельм Пік» (нім. «Wilhelm Pieck») з НДР. «Товариш» переміг у гонці, випередивши свого найближчого суперника (німецький барк аналогічної конструкції «Горх Фок II») на 16 годин 15 хвилин.
У 1976 році після поточного ремонту взяв участь у черговій регаті «Операція „Вітрило“ — 76». На першому етапі прийшов першим до рейду порту Санта-Крус-де-Тенерифе. Також і на другому етапі був першим. На третьому ж прийшов четвертим. Але за сумою трьох етапів завоював перше місце у класі А.
У 1977 році барк за офіційним запрошенням Бельгії відвідав порт Гент, для участі у святкуванні 150-річчя відкриття каналу Тернезен-Гент (англ. Ghent-Terneuzen Canal).
У 1980 році — капітальний ремонт на верфі в Югославії. Після чого виконав рейс до берегів Південної Америки за тим самим маршрутом, що й колись його «хрещений батько».

## У складі флоту України
Після розпаду СРСР та проголошення Україною державної незалежності, попри заявлену можливість ремонту на Херсонському судноремонтному заводі, барк був направлений для ремонту до Великої Британії.
У 1993 році через поганий технічний стан була терміново потрібна заміна головного дизельного двигуна. З цією метою німецька громадська організація «Товариство друзів вітрильного флоту» (англ. Tall-Ship Friends) організувало свою першу акцію підтримки «Товариша». У Німеччині випустили благодійні сертифікати по сто марок з твердим відсотком — один день на борту судна.
У тому ж році «Товариш» брав участь у регаті біля берегів Великої Британії. З виховною метою кілька днів на його борту провела група «важких» англійських підлітків. Учасники плавання та організатори були дуже високої думки про педагогічні результати й захотіли повторити акцію. Однак, у 1994 році через поганий стан барк отримав дозвіл лише на рейси по Чорному морю. Англійська сторона висловила готовність оплатити ремонт з умовою, що «Товариш» регулярно відвідуватиме Ньюкасл.
В 1995 році барк вирушив на корабельню у Ньюкасл. Частину витрат на паливо і провіант взяли на себе німецьке «Товариство друзів вітрильного флоту». Проте, новий детальний огляд у сухому доці Ньюкасла показав, що стан барка набагато гірше, ніж спочатку припускали експерти у Херсоні. Новий кошторис збільшився до двох мільйонів фунтів. Англійські спонсори готові були підвищити суму до 500 тисяч. Термін дії суднових сертифікатів підійшов до кінця. Внаслідок відсутності валюти у власника — Міністерства освіти України, ремонтні роботи так і не почалися. Через аварійний стан і відсутність сертифікатів вихід у море «Товаришу» був заборонений і він був законсервований.
Більша частина команди повернулася в Україну. На прохання українського консульства підтримку одинадцяти членів екіпажу, які залишилися при кораблі разом зі своїм капітаном Юрієм Кущенком, взяла на себе громадська організація «Група підтримки „Товариша“» (англ. Towarischtsch-Support-Group), до якої увійшли німецькі та британські друзі вітрильника. Барк провів у Ньюкаслі два роки.
У 1997 році барк відбуксирували у Мідлсбро на північному сході Англії. Міська влада Мідлсбро на кошти з регіонального фонду збиралися відкрити верф для вітрильників. «Товариш» мав стати показовим проєктом — за безкоштовний ремонт та оплату 400 тисяч фунтів накопичених і поточних витрат. Однак верф так і не була побудована.
У 1999 році, бувши в поганому стані, за відсутності фінансів з боку України, але за фінансової підтримки німецького «Товариства друзів вітрильного флоту» барк був відбуксований у місто Вільгельмсгафен, де у 2000 році мала відбутися морська частина міжнародної виставки EXPO. З 1999 по 2003 рік у Вільхельмсгафені барк за рахунок німецької сторони був підданий капітального ремонту. 2000 року він служив флагманським кораблем на всесвітній виставці Експо-2000 і українські господарі барка сподівалися за допомогою вітрильника на ній заробити.

## Повернення у порт приписки
Німецьке «Товариство друзів вітрильного флоту», згідно з договором, продовжувало утримувати вітрильник та решту української команди, шукати гроші і сухий док для ремонту. Однак, відносини із власником вітрильника — міністерством освіти України поступово погіршали. 2000 року німецькі ентузіасти почали переговори з міською владою Штральзунда, запропонувавши викупити корабель і повернути його в перший порт приписки. Міська влада позитивно поставилися до цієї ідеї. Вони гарантували безкоштовне місце для стоянки барка і його фінансову підтримку. Україна вимагала за корабель один мільйон євро, але згодом у процесі переговорів ціна була знижена до 500 тисяч євро і угода відбулася.
У 2003 році «Товариство друзів вітрильного флоту» за добровільні грошові пожертвування викупило «Товариш» в українського міністерства освіти. У тому ж році в плавучому доку Condock V барк був відправлений у «материнську гавань» — місто Штральзунд, де 25 вересня його зустрінули з офіційними почестями. Починаючи з 2004 року, на «Народної верфі» (нім. Volkswerft Stralsund GmbH) Штральзунду, барк був у декілька етапів (з 2004 по 2010 роки) підданий реставрації.
29 листопада 2003 року йому офіційно було повернено його колишнє ім'я «Горх Фок» (нім. «Gorch Fock I»), під яким він із номером 3675 був зареєстрований у Німецькому морському Регістрі.
З 2005 року «Горх Фок» розміщений як плавучий музей у гавані міста Штральзунд, який і був його первісним портом приписки.

## Капітани
Третій Рейх

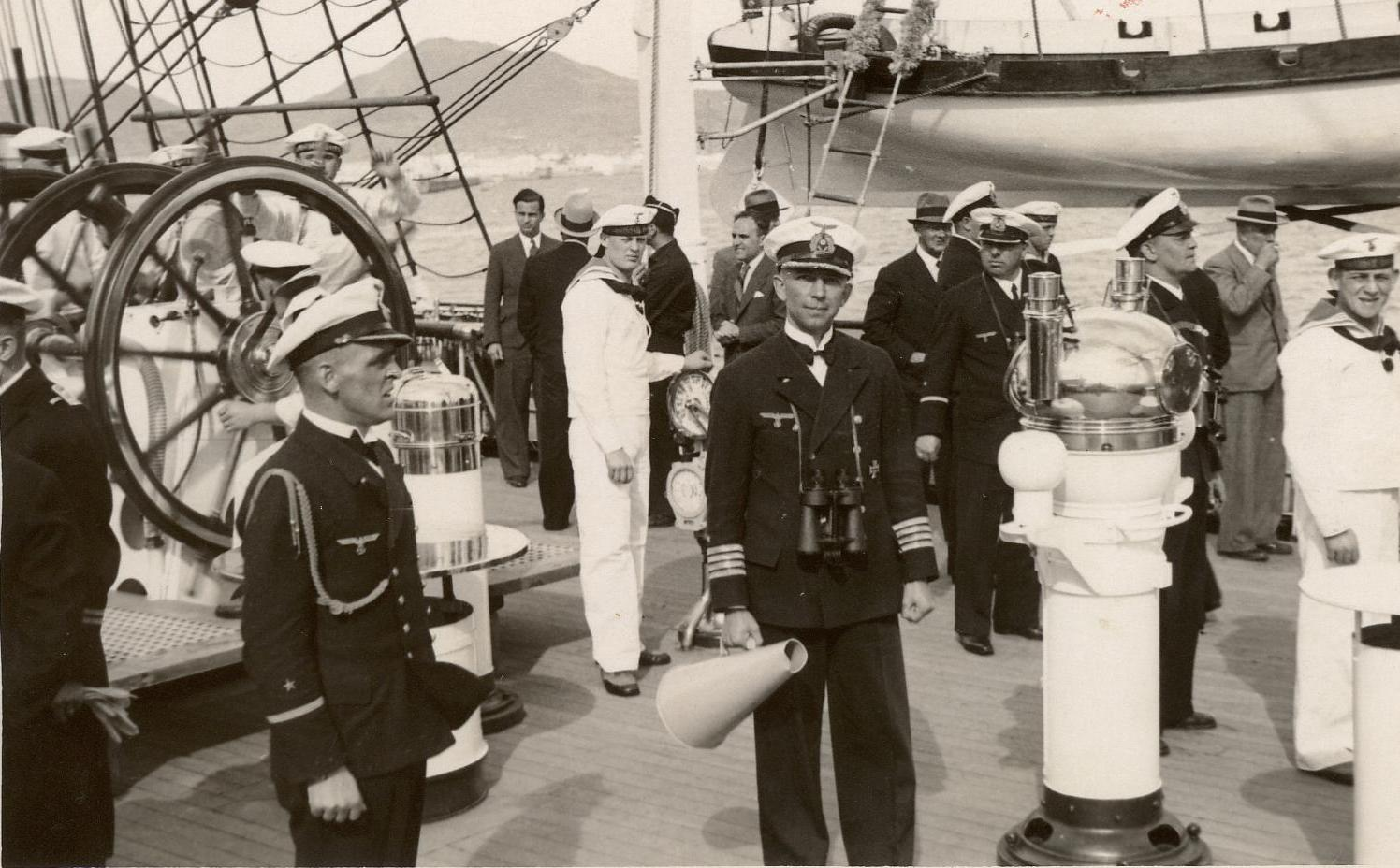
Фрегаттен-капітан Август Тіле (з рупором) як капітан «Горх Фока» (1936).

- Рауль Мевіс (Raul Mewis, 1933—1935)
- Август Тіле (August Thiele, 1935—1936)
- Бернгард Рогге (Bernhard Rogge, 1936—1938)
- Отто Келер (Otto Kähler, 1938—1939)
- Вільгельм Кале (Wilhelm Kahle, 1944—1945)

 СРСР
- Іван Васильович Трескін (1951—…)
- В. В. Васильєв (1957—…)
- Олег Павлович Ванденко (1968—…)
- Капітан-наставник М. І. Григор (1972—…)
- Володимир Павлович Полозов (…1988…)[3][4]

 Україна
- Борис Савич Кісов (1992—1993)
- Олег Павлович Ванденко (…—1997)
- Юрій Олексійович Кущенко (1997—1999)
- Віктор Костянтинович Виноградов[5]

## Призи
- Перемога на етапі Данія-Польща в регаті серії Operation Sail 1974
- Перемога в регаті Operation Sail 1976
- Володар призу «Зірка морського співдружності» (виготовлений з граніту, взятого з мису Горн).

## Цікаві факти
- За радянський період свого життя, під іменем «Товариш»-II, барк проплив 500 тисяч миль (близько 936 тис. км), побував у 102 портах 86 країн. На ньому пройшли навчання морської справи понад 15 тисяч курсантів морських навчальних закладів, у тому числі з 12 іноземних держав, півтори тисячі з них згодом стали капітанами[6].
- В ремонті «Горх Фока» беруть участь 60 професіоналів, а всього зайняті 130 осіб. Загальна вартість ремонту повинна скласти до кінця 4,5 мільйона євро[7][8].
- У результаті ремонту й заміни старих матеріалів новими барк повинен «полегшати» на 60 тонн.
- Починаючи з 2008 в Штральзунді щорічно проводиться гандбольний кубок «Gorch Fock (I)-Cup». 2011 року у ньому взяли участь 28 команд (15 чоловічих та 13 жіночих) з 6-ти федеральних земель ФРН[9].

## Горх Фок в культурі

### Фільмографія
«Товариш» брав участь у зніманні понад сорока художніх фільмів як СРСР, так і спільно з іншими країнами:
- «Максимка» (1952)
- «Червоні вітрила» (1961)
- «Капітан Немо» (1975)
- «Вітер „Надії“» (1977)
- «Буремний Оріон» (1979)
- «Дім, який збудував Свіфт» (1982)
- «У пошуках капітана Гранта» (1985)
- «Острів скарбів»
- «В'язень замка Іф» (1988): та багатьох інших.

### Живопис
Барку «Горх Фок», на той час — «Товаришу», присвячена серія картин херсонського художника-мариніста Олександра Бережного.